# Arendal
Arendal er en by i det sydøstlige Norge, og den er fylkeshovedstad i Agder fylke. Kommunen har et areal på 272 km², og en befolkning på 40.701 indbyggere (pr. 2008). Kommunen grænser i sydvest til Grimstad, i nordvest til Froland, og i nordøst til Tvedestrand.
Arendal fik sin første bosætning i midten af 1500-tallet. Ladestedet Arendal var længe underlagt købstaden Kristiansand. Arendalsborgerne måtte have borgerbrev fra Kristiansand.
Byen fik købstaprivilegier i 1723.
I slutningen af 1800-tallet var Arendal en stor skibsfartsby. I 1880 var den landets største målt i tonnage. I 1939 havde byen landets 4. største tankskibsflåde; kun overgået af Oslo, Bergen og Stavanger.
I dag er byen et administrativt center og har plastbådeindustri, elektronik- og mekanisk industri. Et af verdens største raffinaderier for siliciumkarbid ligger i Eydehavn.

## Topografi
Arendals topografi er præget af kystlinjen som går i retning fra nordøst mod sydvest. Landskabet domineres af sprækkezoner som dels går parallelt med kystlinjen, dels nord–syd. Dalene i sprækkezonerne har stejle skråninger op til højder som ligger på omtrent 100 moh. De højeste toppe er Skrattereidknuten (222 moh.) som er grænse mellem Arendal, Tvedestrand og Froland helt nordvest i kommunen og Rindfjellet (254 moh.) i sydvest.

### Øerne
Tre store øer ligger langs Arendals kystlinje: fra vest Hisøy og Tromøy adskilt af Galtesund og længst mod øst Flostaøya. Uden for og mellem disse ligger en række mindre øer: Ud for Galtesund ligger Merdø og Store- og Lille Torungen samt Havsøen, uden for Nedenes ligger Jerkholmen og Gjervoldsø. Tilsammen danner øerne en fantastisk skærgård. Før den store kommunesammenlægning i 1992 udgjorde de tre store øer hver sin kommune.

## «Nordens Venedig»
"Nordens Venedig" er en meget brugt karakteristik af Arendal. Man tænkte på det gamle bycenter, hvor bebyggelsen ifølge traditionen blev rejst på syv holme. Mellem holmene blev der kanaler, som i Venedig. "Byen med vandvejene" hedder det i nyere turistbrochurer, med tanke på de mange muligheder for fritidsflåden på hav- og ferskvand. Diskussionen går stadig om byen bør opgrave en eller flere af de opfyldte kanaler. Canal Street er byens jazzfestival.

## Kornopløbet i 1813
Uåret 1812 havde været det værste i mands minde, og efterfulgte en serie uår i Norge under Napoleonskrigene. Samtidig indskærpedes den engelske blokade, med et påfølgende fald i importen af korn fra Danmark. I Lesja kunne præsten Peder Alstrup Jordhøg fortælle, at kornet havde lidt "betydelig Skade, saa at hvis der ikke fra andre Stæder kan føres Korn her, saa troer jeg ikke andet, end at et betydeligt antal af dette Folk maae døe af Hunger...Der er stor Sorrig og Bedrøvelse blandt Folket. Jammeren er ubeskrivelig." I Arendal var der tomt for korn i slutningen af juni 1813. Folk fra omlandet henvendte sig til byfoged Berg, og forlangte at få korn uddelt fra det kongelige kornmagasin, som ellers var forbeholdt de militære. Under et hastemøde 30.juni hørte byfoged og borgere almuen "storme udenfor med vildskab", og sagde sig enige i, at kravet måtte efterkommes, selv uden statholderens godkendelse, idet "Uddeling af Magasinet er det eneste Rednings Middel for flere tusinde Familier."
Gemytterne faldt til ro, da kornet deltes ud, men borgerne opdagede hurtigt, at der slet ikke var nok. De besluttede derfor, at folk, der var kommet helt fra Åmli skulle få 2,5 notting korn pr familiemedlem, mens folk fra Froland i Arendals omland kun fik 1 notting (= 5,79 liter). Denne forskelsbehandling oprørte almuen, og brødrene Anders og Hans Dedekam blev "slaaet, stødt, spændt og træd paa", mens stadshauptmann Leth "fik sin Kiole oprevet". Borgerne søgte tilflugt hos byfogeden, der lod alarmtrommerne overdøve de taktfaste råb om ens portioner til alle. "Nu skal Fanden tage ved jer, som har ladt Alarmtrommerne gaa," råbtes der fra mængden. Men da soldaterne kom borgervæbningen til undsætning, lod mængden sig hurtigt sprede. Fem mand blev dog anholdt og ført til fæstningen på Odderøya. De fem blev, sammen med store dele av lokalsamfundet, deltagere i en lang og pinefuld retssag, der kom til at strække sig over fem år. Dokumenter fra sagen er samlet i to arkivæsker ved Aust-Agder kulturhistoriske center.

## Anden verdenskrig
8. april 1940 blev det tyske troppetransportskib Rio de Janeiro sænket af en polsk ubåd udenfor Lillesand. Omkring 130 tyske soldater blev indkvarteret i Lillesand. Få forstod, at de forliste soldater var en del af en tysk invasionsstyrke; kun politifuldmægtig Nils Onsrud (1909-1975) anede uråd: "Ud fra de oplysninger, jeg straks fik af de sårede, herskede der allerede 8. april ingen tvivl om, at transportskibet var på vej til Norge, og at krigen stod for døren." Nils Onsrud anses dermed som den første, der forudså det tyske angreb på Norge 9. april 1940, men hans varsler til de militære myndigheder og forsvarsministeren blev ignoreret. Under krigen blev han som frihedskæmper arresteret i 1942 og sat i koncentrationslejren Natzweiler.
Arendal var et strategisk mål for Nazityskland på grund af telegrafkablerne til Europa fra Stølsviga på Hisøy. Under den tyske besættelse blev både Hisøy og Tromøy udbygget og befæstet. På Sandviga blev der anlagt et kystfort med lyskaster på Grødevigshaue, pigtrådsgærder og minefelt, kanonstillinger både i dagslys og i bjerget (kasematter), udkigsposter og brakker for indkvartering. Også på pynten nedenfor Sandvigen Fyr sikrede en kanon indsejlingen til byen. Højere officerer var indkvarteret på Grand hotel i Arendal, og nordmænd måtte ikke opholde sig der uden gyldig grund. Foran hotellet var der opstillet en flagstang, hvor tyskerne hver dag sørgede for korpsmusik.

### Venskabsbyer
- Danmark Silkeborg i Danmark
- Sverige Kalmar i Sverige
- Finland Nyslott i Finland
- Island Árborg på Island
- Tanzania Mwanza i Tanzania

## Kendte personer
- Erik Munk († 1594)[5]
- Jens Munk (1579–1628), søfarer og opdagelsesrejsende
- Alexander Christian Møller († 1847), politiker, eidsvollsmand
- Gunnar Knudsen (1848–1928), politiker, statsminister
- Sam Eyde (1866–1940), iværksætter
- Else Hagen († 2010), billedkunstner[6][7]
- Svenn Stray († 2012), politiker, udenrigsminister
- Svein Ellingsen († 2020), salmedigter, kunstmaler
- Georg Andersen (1963–)[8]
- Karl Ove Knausgård (1968–), forfatter , voksede op på Tromøya og i Kristiansand
- Monica Mæland (1968–), advokat, politiker, regeringsmedlem
- Freddy de Ruiter (1969-), politiker,[9] stortingsmand
- Øyvind «Vinni» Sauvik (1976–), sanger[10]